# Don Bosco Kath. Jugendhilfe
Die Don Bosco Kath. Jugendhilfe in Osnabrück ist eine katholische Jugendhilfeorganisation in der Rechtsform einer Körperschaft öffentlichen Rechts. Ihr Träger ist der Bischöfliche Stuhl des Bistums Osnabrück. Die Körperschaft ist Mitglied im Deutschen Caritasverband. 

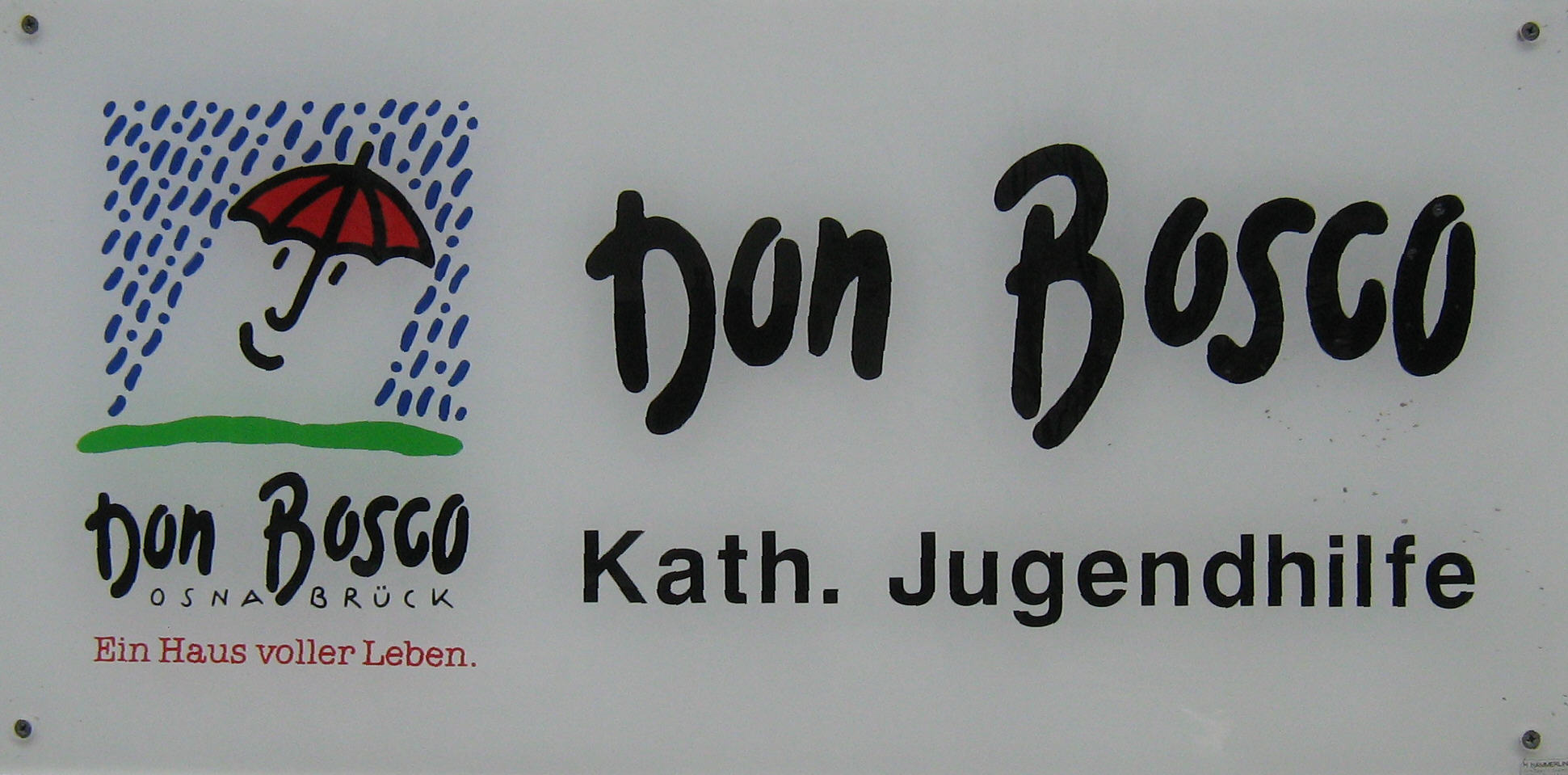
Don Bosco Kath. Jugendhilfe (altes Logo 1997–2016)

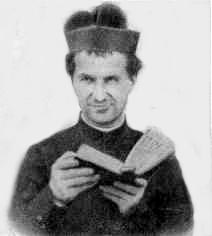
Don Bosco (1815–1888)

## Aufgabe und Tätigkeiten
Die Don Bosco Kath. Jugendhilfe bietet seit über 100 Jahren ambulante und (teil-)stationäre Hilfen für Kinder, Jugendliche, junge Erwachsene und Familien in belasteten Lebenssituationen an. Die Hauptaufgabe besteht dabei in der Unterbringung, Betreuung und Erziehung benachteiligter und in ihrer Entwicklung gefährdeter Kinder und Jugendliche. Sie ist nach Johannes Bosco, dem Schutzpatron der Jugend benannt und wurde 1957 gegründet. Sie geht zurück auf das 1726 gestiftete Kinderheim St. Johann, das älteste noch bestehende Kinderheim der Diözese Osnabrück. Im Lauf der Jahre haben sich die Betreuungsformen als Antwort auf die sozialen Notsituationen der jeweiligen Zeitepochen mehrfach geändert. So wandelte sich das Waisenhaus über ein Säuglings- und Kinderheim hin zur Einrichtung für Kinder und Jugendliche, die im Rahmen der Jugendhilfe stationär und ambulant betreut werden.
Die Don Bosco Kath. Jugendhilfe ist nicht mit den Salesianern Don Boscos verbunden.

## Kinderheim St. Johann

### Gründung und Stiftungen
Die Einrichtung St. Johann ist das älteste noch bestehende Kinderheim der Diözese Osnabrück, dessen Eröffnung auf das Jahr 1726 zurückgeht. Als Stifterin der Einrichtung gilt Anna Maria Steffen, die ein größeres Vermögen geerbt hatte und mit 4000 Reichstalern eine Stiftung gründete, die in Form einer caritativen Einrichtung Waisenkindern „ein Zuhause und eine gute katholische Erziehung“ bieten sollte.
Es gab in jener Zeit in Osnabrück bereits einige Armenhäuser für Obdachlose, Mittellose oder Kranke, aber kein Waisenhaus. Im Osnabrücker Stadtteil Neustadt war die Pfarrgemeinde St. Johann für Arme und Besitzlose zuständig. Die Stifterin wandte sich am 17. Juli 1722 mit einer Bittschrift an das zuständige Stiftskapitel. Der Kanzleirat Johann Anton von Geistkoffler zu Gailenbach († 1723) äußerte sich begeistert von der Waisenhaus-Idee und änderte deswegen sein Testament, indem er das Waisenhaus als Erbe einsetzte. Das wurde bekannt und führte zu einer Spendenbereitschaft.
Die Kirchengemeinde St. Johann sammelte große Spenden und der Stiftskapitular zur Mühlen gab einen größeren Zuschuss. Auch der lutherische Fürstbischof Ernst August II. von Hannover gab 200 Taler und das Benediktinerkloster in Minden spendete 1500 Reichstaler. Mit dem Propst (Domkapitular) Hugo Adam von Korff, der auch für das Domkapitel zuständig war, konnte erst nach zwei Jahren und vier Monaten die Verhandlung am 7. November 1724 zum Stiftungsvertrag abgeschlossen werden. Als Bauplatz wurde letztlich das Gelände des verfallenen und nicht mehr bewirtschafteten Propsteihofs neben der Johanniskirche als geeignet entschieden und der Stiftungsvertrag sah eine kleine Grundstückspacht vor. Das Waisenhaus sollte im Falle einer Schließung dem Bischöflichen Stuhl zufallen. Im Mai 1725 wurde mit einem eingeschossigen Bau neben der Johanniskirche begonnen und am 18. Oktober 1726 konnte das Haus bezogen werden.
Allerdings wurde die Kurie tätig und integrierte gegen den Willen der Stifterin eine Mädchenschule, „zumal die Schuljungfern dann die Waisenkinder beaufsichtigen könnten“. In den ersten Jahren waren jedoch lediglich drei bis fünf „katholische Mädchen“ im Heim untergebracht und es wurden zusätzlich Waiseneltern als so genannte Zieheltern (Pflegeeltern) zur Versorgung der Kinder aufgenommen und alle mussten in der zum Heim gehörenden Landwirtschaft tätig zu sein. Aufgrund des Personals in Haus und Landwirtschaft sowie der Schülerinnen und Lehrerinnen, die allesamt in dem Anwesen wohnten, blieb bald nur wenig Platz für Waisen übrig. Ab 1730 wurden auch Jungen im Heim aufgenommen. Der katholische Fürstbischof Clemens August I. von Bayern verordnete 1732, dass alle neu eingestellten Beamten im Hochstift Osnabrück 50 Prozent ihres ersten Jahresgehalts an das Waisenhaus St. Johann abzugeben hätten. Diese Verordnung galt bis zu seinem Tod im Jahr 1761, so dass die Einrichtung hierdurch erhebliche Zuwendungen erhielt. Georg Ulrich Klecker vererbte der Anna Maria Steffen Stiftung 3000 Reichstaler und somit konnten ab 1740 zusätzlich 12 Kinder aufgenommen werden, die nicht mehr notwendigerweise Waisen sein mussten. Auch kranke oder aus verarmten Familien stammende Kinder lebten seither im Heim. Die Kinder mussten im Alter von 12 Jahren das Haus verlassen und wurden als Lehrlinge oder Hausmädchen untergebracht.
Die Stifterin Anna Maria Steffen starb am 9. November 1743 und wurde in der Kirche des Klosters Natrup beerdigt. Zur Erinnerung an sie und ihren Vornamen ist bis heute über dem Haupteingang der Einrichtung die Heilige Anna dargestellt.
1744 wurde die „Krimpenfosten Stiftung“ inkl. Ländereien, Forsten und Kapitalien, die der Vogt Franz Christian Krimpfort zu Dissen gegründet hatte, der Waisenhaus-Stiftung zugeführt. Mit diesen Mitteln konnte angebaut werden, und die Mädchenschule erhielt eine eigene Wohnanlage. Das schuf Platz für zusätzliche Kinder und erlaubte die Anschaffung von Vieh sowie die Beschäftigung zusätzlicher Knechte und Mägde. Die Pflegeeltern bekamen nun zusätzlich zu Kost und Logis ein Gehalt. 1745 gab es 21 Kinder und 1768 waren 30 Kinder im Haus, davon 15 Jungen.
Das Stiftskapitel als Stiftungsvorstand verpachtete 1785 das Waisenhaus mit den dazugehörigen Teilen an die Waiseneltern Brunemann, die fortan pro versorgtem Waisen einen bestimmten Geldbetrag erhielten. Dies hatte zur Folge, dass im Haus wieder nur Waisen aufgenommen wurden. Deshalb wurden ab 1788 bereits 39 bedürftige Kinder außerhalb versorgt, 1795 war die Zahl auf 120 Kinder angestiegen. Im selben Jahr starb der Stiftungvorsitzende und Priester Karl von Vogelius, der dem Waisenhaus sein Vermögen von 36.000 Reichstalern vererbte.

### Hilfe von Ordensschwestern

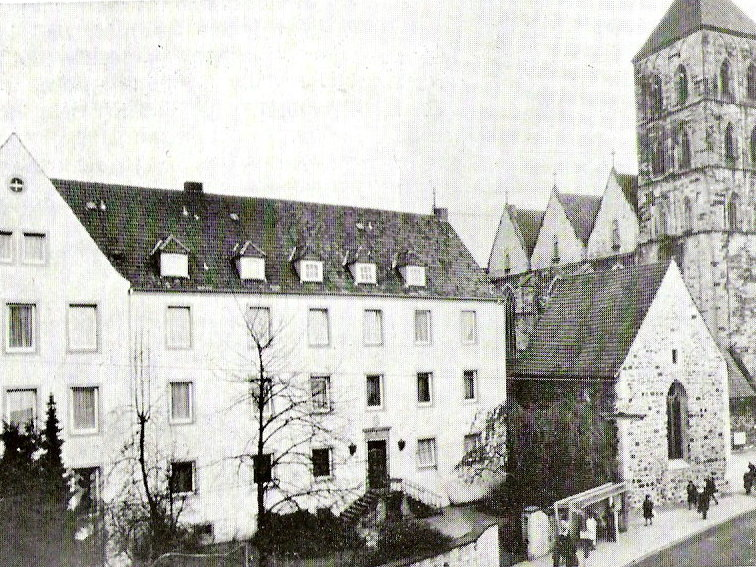
Kinderheim St. Johann, um 1960

Im Zuge der Säkularisation wurde 1802 der Stiftungvertrag aufgehoben und das Waisenhaus der Regierung in Hannover unterstellt. Am 15. Oktober 1851 übernahmen die Barmherzigen Schwestern des Barromä Ordens aus Nancy bzw. Trier die Einrichtung. Das Heim wurde um zwei Stockwerke erhöht, 1853 wurde zusätzlich eine Nähschule eingerichtet. Die Ordensschwestern waren trotz des Verbots den Heimkindern eine Kinderkrankenpflege und auch medizinische Versorgung zukommen lassen – so erfolgreich, dass ihnen im Jahr 1859 zusätzlich das Marienhospital, die neben dem Waisenhaus gelagene umgebaute Dechanei, zur Leitung übergeben. Durch eine Konfrontation des preußischen Staats mit der katholischen Kirche wurden 1875 die sogenannten Maigesetze erlassen, nach denen alle Orden oder ordensähnlichen Kongregationen verboten wurden, abgesehen von solchen, die sich der Krankenpflege widmeten.

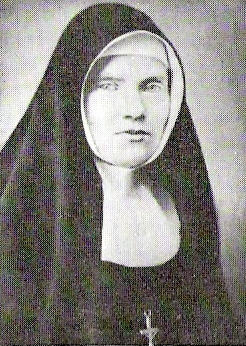
Anselma Bopp

Die Franziskanerinnen, die durch M. Anselma Bopp († 1887) ihre Ordensgemeinschaft erst 1869 in Thuine gegründet hatten, waren im Gegensatz zu den Barromä-Schwestern bereit, bei Tätigkeiten außerhalb des Klosters ihre Ordenstracht abzulegen und konnten deshalb am 2. Mai 1878 das Waisenhaus St. Johann mit 50 Kindern übernehmen. Die Finanzmittel waren spärlich und es wurde zusätzlich eine Hostienbäckerei im Waisenhaus eingerichtet. Die Zahl der Waisenkinder erhöhte sich beständig. Deshalb wurde 1906 das Landwirtschaftsgebäude abgerissen und das Heim durch einen Anbau erweitert, in dem nach der Genehmigung der Regierung vom 26. Juni 1909 zusätzlich eine „Kinderbewahranstalt“ (Kindergarten) eingerichtet wurde.

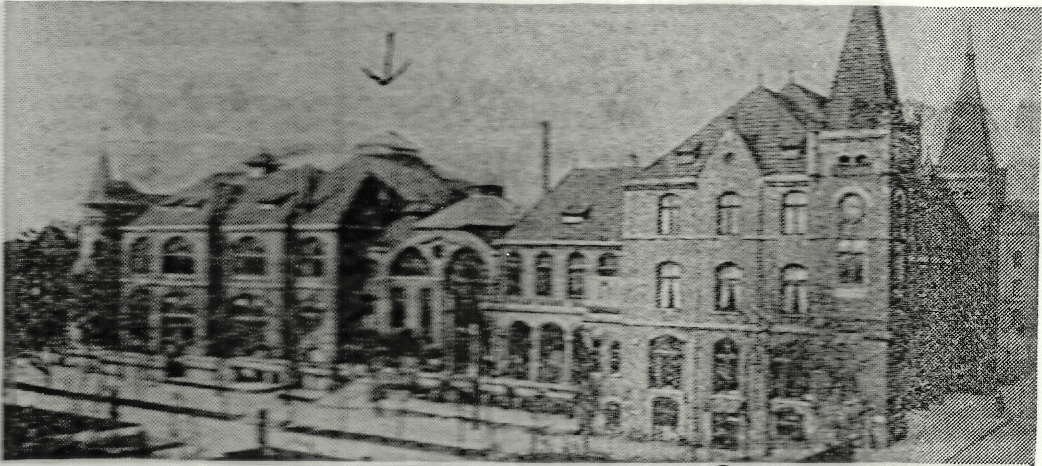
Alte Stadthalle (vorne Kinderheim)

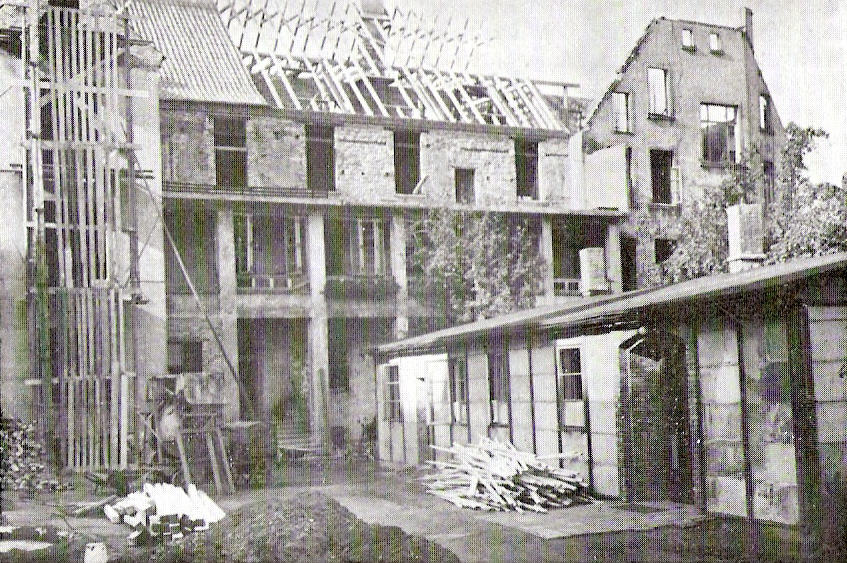
St. Johann 1946

Ab 1917 wuchs die Zahl der zu betreuenden Kinder wegen des Ersten Weltkriegs erneut an. In der unmittelbar an das Waisenhaus angrenzenden Stadthalle, die dem Bischof anteilig gehörte, konnten rund 100 Kinder untergebracht werden. Das alte Waisenhaus wurde für kleine Kinder umgebaut und ab 1926 folgte die Einrichtung einer Säuglingsstation. Im Jahr 1927 waren in den beiden Gebäuden 221 Kinder untergebracht, von denen 26 Kinder gehörlos waren. Drei Jahre später wurde in das Waisenhaus eine staatlich anerkannte Säuglings-Pflegerinnenschule integriert.
Als es im Zweiten Weltkrieg zu Luftangriffen kam, wurden nur die Kleinkinder und Säuglinge in Ostercappeln bei der Familie Berghegger und in der Gastwirtschaft Lampe untergebracht, bis im Frühjahr 1943 staatlich verfügt wurde, dass alle Kinder evakuiert werden mussten. Die rund 70 Kinder aus der Stadthalle wurden im Mutterhaus Thuine untergebracht, die kleinen Kinder und Säuglinge in Bad Iburg im Haus Schloßblick untergebracht, das die Familie Bergschneider zur Verfügung stellte. Die Betreuerinnen und Schwesternschülerinnen kamen teilweise in der Nachbarschaft unter. Die Stadthalle wurde am 13. September 1944 und das Waisenhaus am 25. März 1945 durch Bomben völlig zerstört.
Nach dem Krieg kam der Wiederaufbau des Waisenhauses St. Johann nur schleppend voran. Es wurde auf der Hofseite eine Baracke errichtet, wo etwa 30 Kleinkinder notdürftig Platz fanden. 1950 lebten in dem Anwesen etwa 100 kleine Kinder und 40 Säuglinge auf sehr beengten Verhältnissen. 1952 kam eine neu erbaute dritten Etage hinzu, so dass 1953 insgesamt 130 Kinder untergebracht werden konnten, von denen rund 70 Prozent unehelich geboren waren. Das Wirtschaftsgebäude wurde 1955 mehrstöckig fertiggestellt, wo sich eine Waschküche und Personalräume befanden.

### Unterbringung in Gut Leye

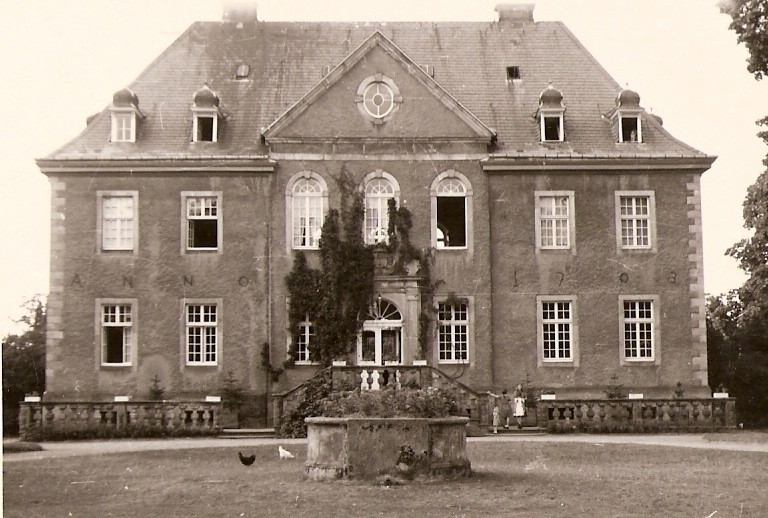
Gut Leye als Kinderheim ab 1946

1946 zogen die drei Jahre lang im Kloster der Thuiner Franziskanerinnen untergebrachten 70 Kinder in das barocke Herrenhaus Gut Leye um, das der Bischöflichen Stuhl vom Bistum Osnabrück bis einschließlich 1960 gepachtet hatte. Das Anwesen war nach dem Zweiten Weltkrieg 1945 von Versorgungstruppen des britischen Militärs beschlagnahmt worden, die es erheblich beschädigt 1946 wieder freigaben. Die Eigentümerfamilie Ostman von der Leye war in das Forsthaus umgesiedelt, wo sie bis 1956 blieb.

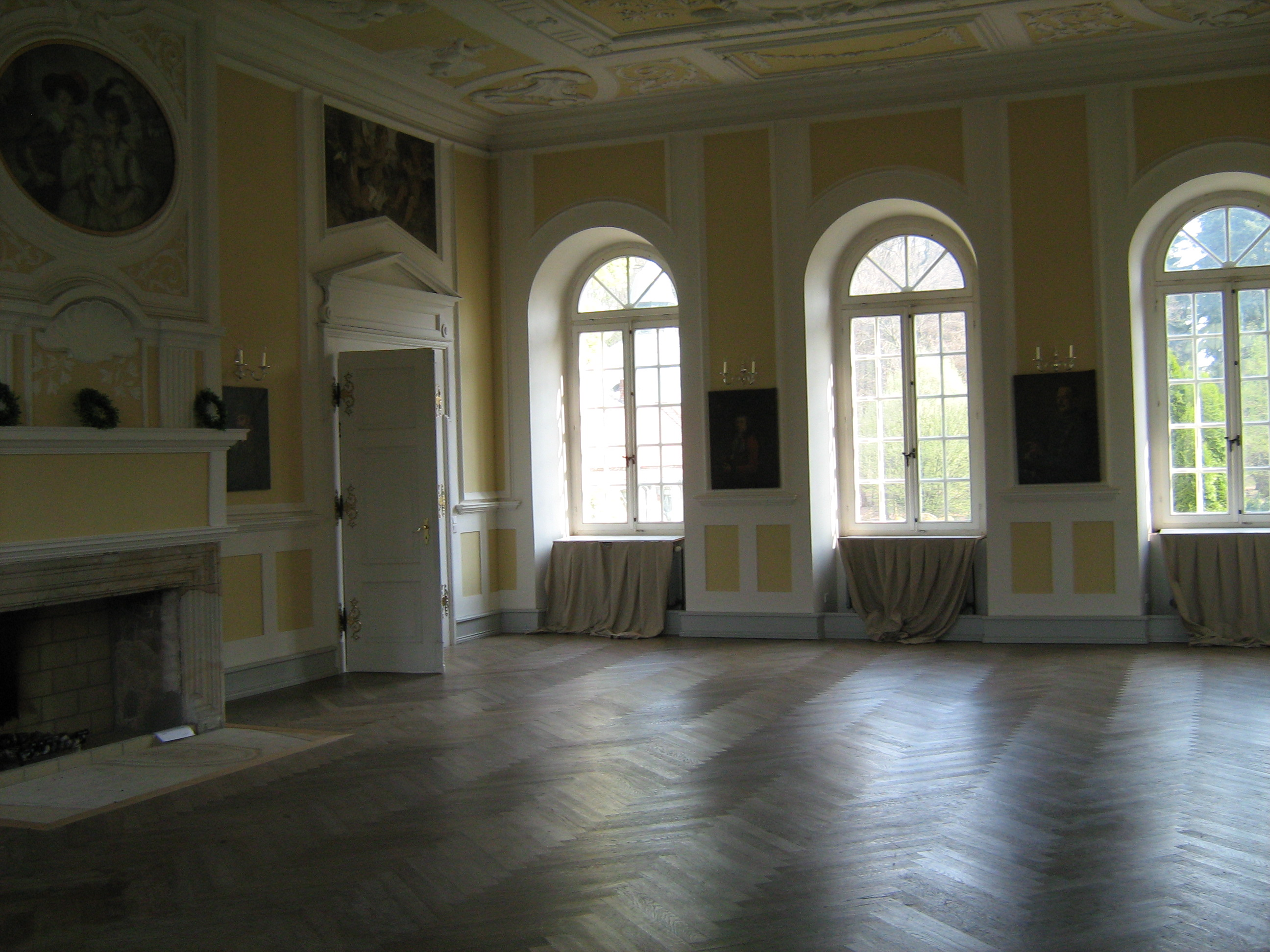
Schlafsaal

Auf dem Gut waren teilweise mehr als 70 Kinder untergebracht, das mit seinen insgesamt vier Schlafräumen schnell überbelegt war. Teilweise mussten im oberen großen Schlafsaal bis zu 40 Kleinkinder gemeinsam schlafen. Kleiderschränke für den persönlichen Bedarf gab es nicht. Morgens wurde von den Ordensschwestern jedem Kind die Kleidung auf einem breiten langen Tisch vor den großen Fenstern bereitgelegt und zugeteilt. Es gab im Hauptgebäude drei Räume, wo die verschiedenen Altersgruppen gemeinsam ihr Essen einnahmen und sich aufhalten durften. Die schulpflichtigen Kinder der ersten drei Klassen wurden gemeinsam im östlichen Nebengebäude des Guts unterrichtet; die anderen Jahrgänge hatten einen ca. 3,5 km weiten Fußweg nach Osnabrück-Eversburg zur Liebfrauen-Schule zu absolvieren.
Die beengten Verhältnisse machten den Bau eines neuen Kinderheimes immer drängender.

## Don Bosco Kinderheim

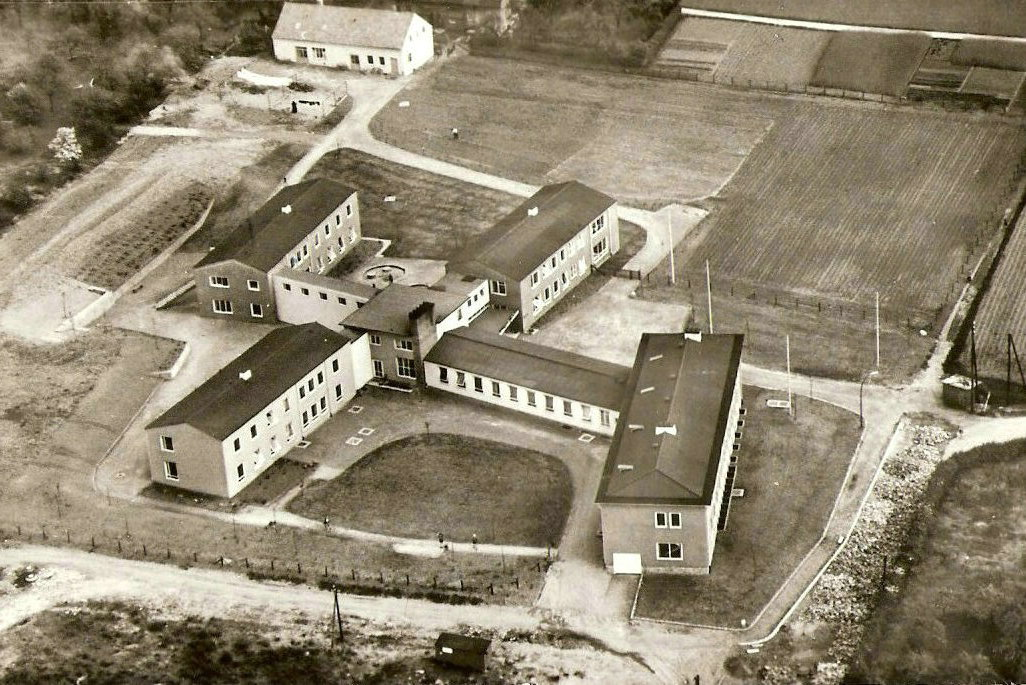
Don Bosco Kinderheim 1957

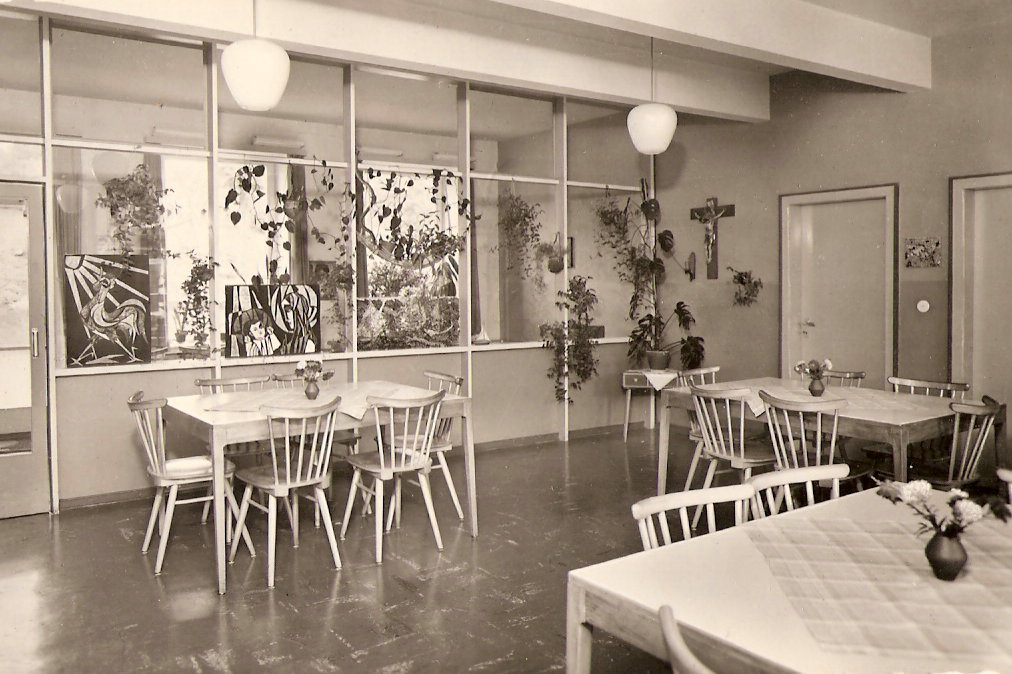
Aufenthaltsraum für 18 Kinder 1960

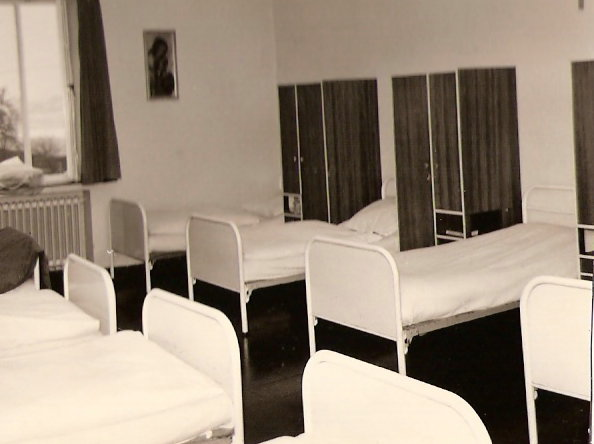
Schlafraum mit 10 Betten 1965

Am 6. Januar 1957 wurde an der Osnabrücker Moorlandstraße 50 der Grundstein für das neue Don Bosco Kinderheim gelegt, das am 27. Oktober 1957 von Bischof Helmut Hermann Wittler eingeweiht wurde. Nun bestand in den beiden Heimen eine Aufteilung zwischen Säuglingen und Kleinkindern in St. Johann und Kindern beziehungsweise Jugendlichen in Don Bosco.
Die verschiedenen Wohngebäude der Anlage waren zweistöckig und konnten je Etage bis zu 20 Kinder beherbergen. Es gab zwei Mädchen- und vier Jungen-Gruppen, die in Altersgruppen eingeteilt waren. Jede Gruppe hatte jeweils zwei Schlafräume, einen kleinen und einen großen Aufenthaltsraum, eine kleine Teeküche mit Abstellraum, einen kleinen Garderoben- und Schuhraum sowie einen Waschraum mit Dusche und WC. In den beiden Schlafräumen gab es bis zu zehn Betten mit einem kleinen Kleiderschrank neben dem Bett. Von den Gruppen in den oberen Etagen führte zusätzlich eine Außentreppe nach unten.
Auf dem Grundstück befanden sich weiterhin ein großes und ein kleineres Wirtschaftsgebäude sowie ein Fußballplatz und viele Spielgeräte. Eine kleine Kapelle war im Haupthaus ebenfalls vorhanden, wo jeden Tag ein Gottesdienst mit Messdienern abgehalten wurde.
Bis zu 120 Kinder wurden im Heim aufgenommen. Die Thuiner Ordensschwestern hatten im Don Bosco Kinderheim die Ausübung von Gewalt und Schläge an den Kindern untersagt. Die schulpflichtigen Kinder besuchten unter anderem die Schule der Heilig-Geist Gemeinde im Ortsteil Dodesheide. Im Alter von 16 Jahren wurden die Jugendlichen nach ihrer Schulentlassung bei einem Lehrherrn untergebracht, mit dem sie ein Lehrverhältnis schlossen.

## St. Johann Behindertenhilfe
Seit 2002 befindet sich das Kinderheim St. Johann an der Johannisstraße in einem weiteren Wandel. Der Bereich der Kinder und Jugendhilfe wird aufgrund der sozialpolitischen Erfordernisse nach und nach aufgelöst, während der Bereich der Behindertenhilfe ein wachsendes Wohnangebot bietet, in dem Kinder und Jugendliche mit einer geistigen Behinderung oder Mehrfachbehinderung im Rahmen der Eingliederungshilfe auch mit schwersten Behinderungen (und entsprechenden Folgeerkrankungen mit hohem Pflegebedarf) betreut werden. Die Einrichtung verfügt über 52 stationäre Plätze für Kinder und Jugendliche, davon werden 40 Plätze im Bereich der Behindertenhilfe angeboten. 12 Plätze sind noch aktuell für den Kinder- und Jugendhilfebereich vorhanden. Aufgenommen werden Kinder ohne Altersbeschränkung.

## Don Bosco Kath. Jugendhilfe

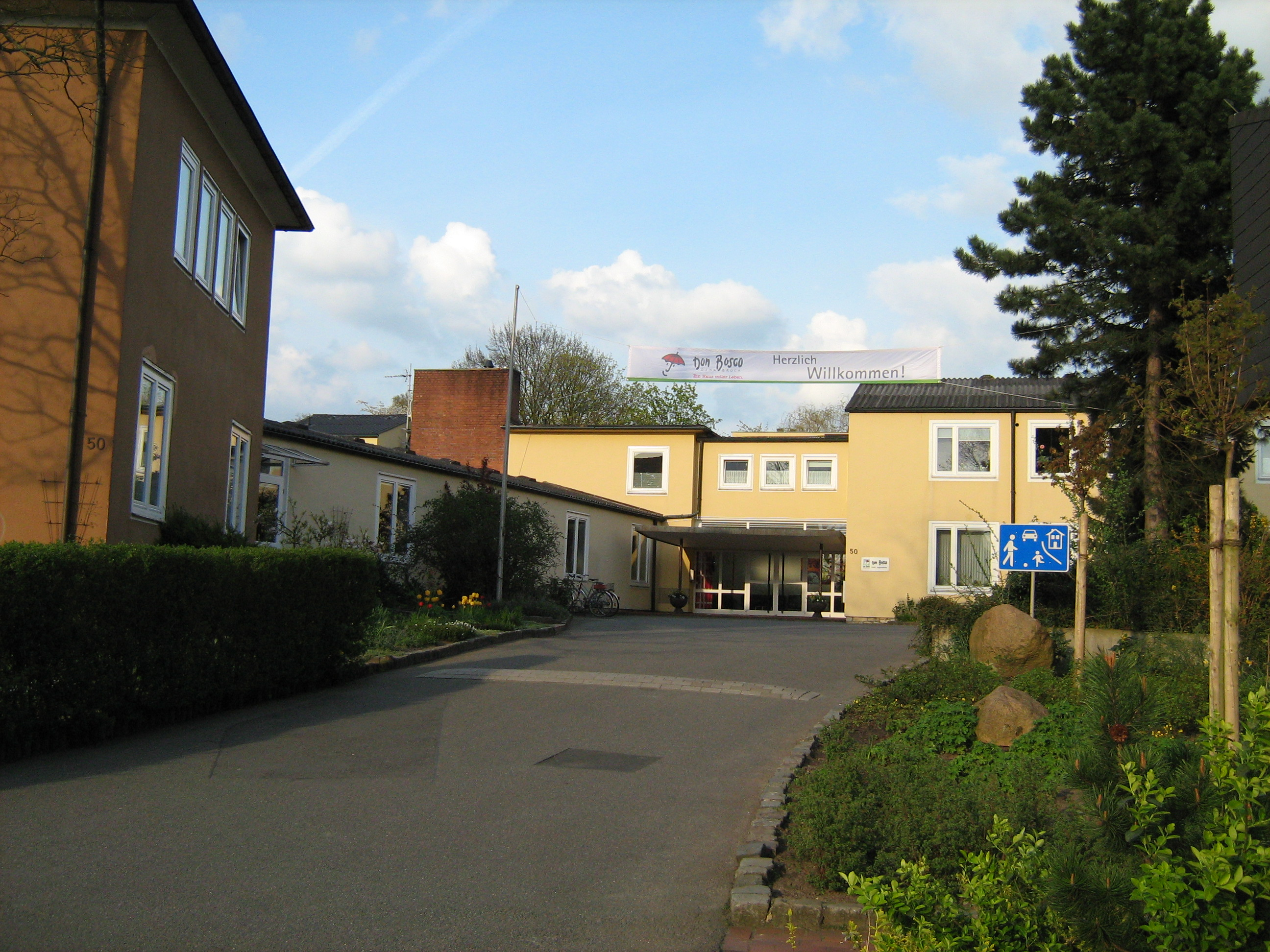
Don Bosco Kath. Jugendhilfe

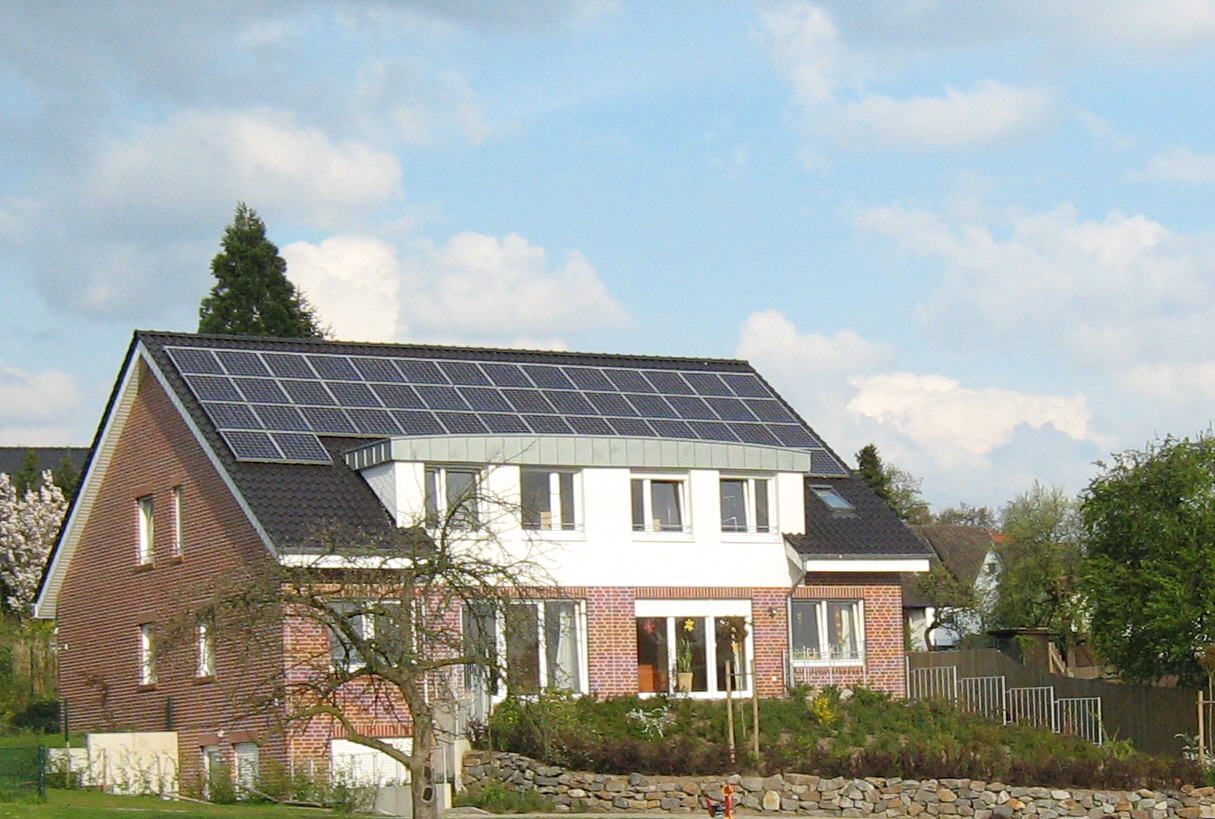
Haus Inobhutnahme

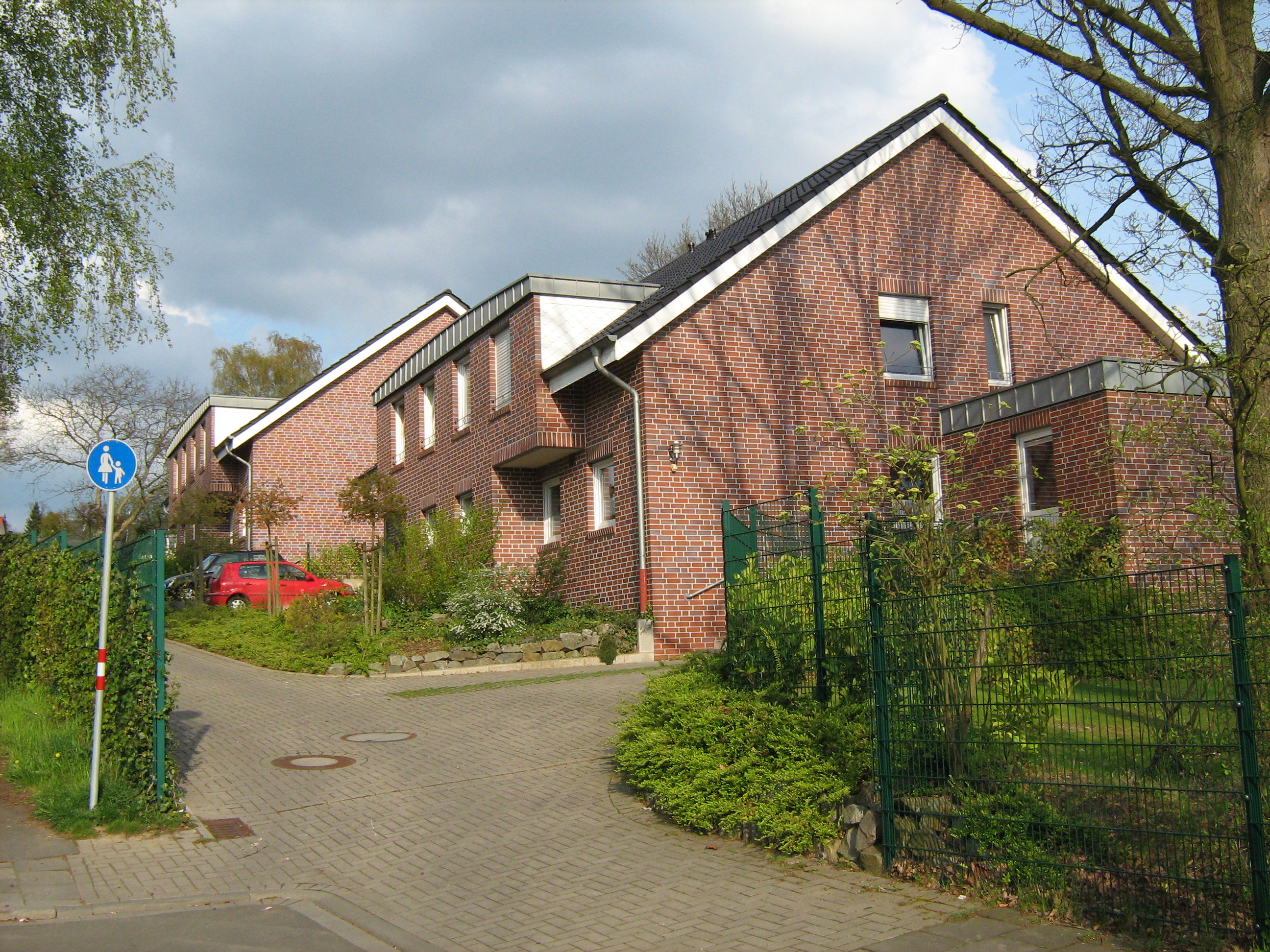
Häuser für selbständige Wohngruppen

Am 23. September 1997 konnte das 40-jährige Bestehen des Kinderheimes gefeiert werden, das nun nicht mehr Don Bosco Kinderheim, sondern Don Bosco Kath. Jugendhilfe genannt wurde und 106 Kinder und Jugendliche beherbergte. Die deutlich kleineren Wohngruppen, denen auch Einzel- und Doppelzimmer zum Rückzug zur Verfügung standen, erhielten nun eine möglichst individuelle und differenzierte Betreuung durch mehr pädagogisch geschultes Personal. Da eine Rückführung in das normale Familienleben stets als vorrangig angestrebt war, wurden schon 1997 bis zu 15 Wohnungen außerhalb des Haupthauses angemietet, in denen betreute Wohnformen angeboten wurden.
Als Arbeitsgrundlage dienen der Einrichtung christliche Werte und ein christliches Menschenbild, verbunden mit Tolzeranz zu anderen Religionen und Weltanschauungen sowie eine systemische Sichtweise unter Einbeziehung von Familie und sozialem Umfeld. Angeboten werden unter anderem verschiedene Formen von Wohngruppen, wie Mädchen-, Jugend und Außenwohngruppen, betreutes Wohnen, Tagesgruppen und Übergangsbetreuung, Inobhutnahmegruppe und Vermittlung von Bereitschaftsfamilien, Clearing sowie videogestützte Elternarbeit und andere ambulante erzieherische Hilfen.

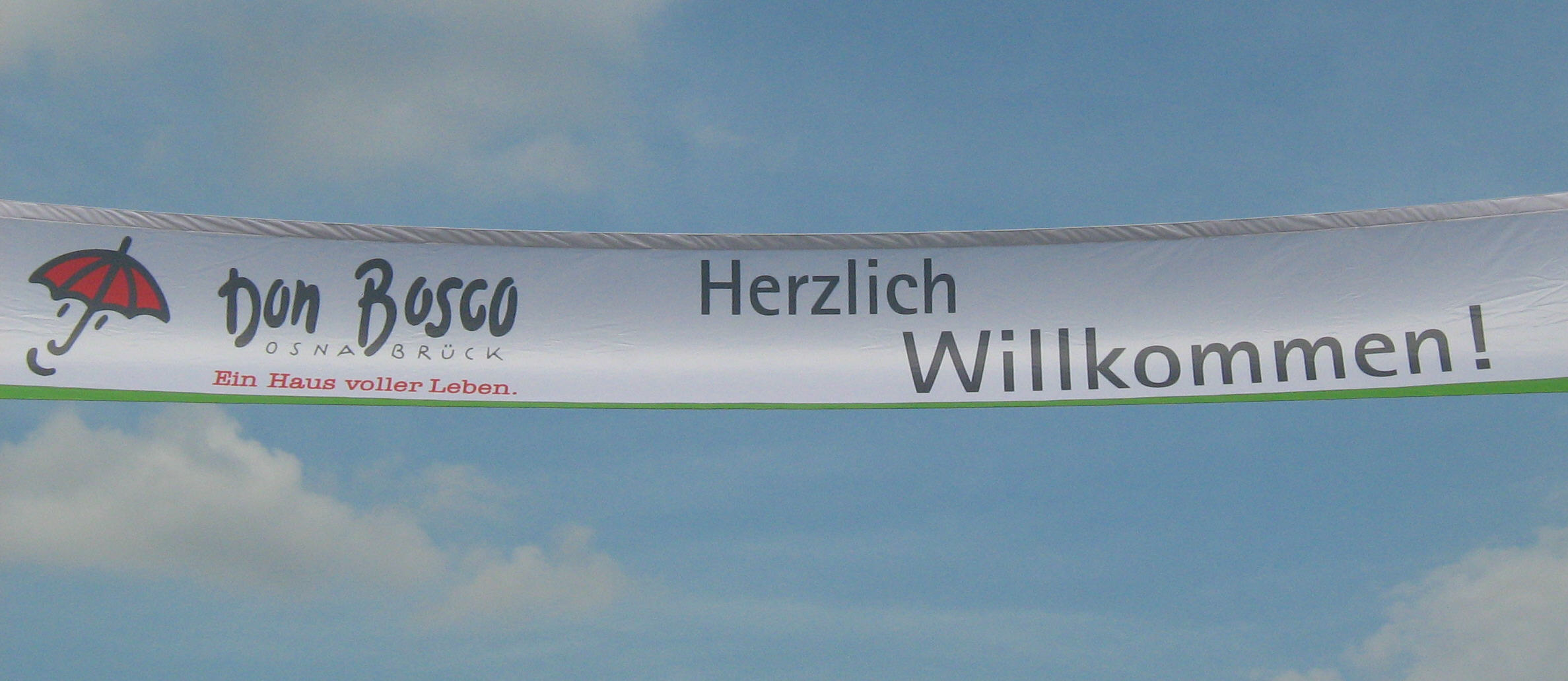
Don Bosco Osnabrück

Zum 50-jährigen Bestehen von Don Bosco Osnabrück fand am 17. Juni 2007 unter der Teilnahme von Bischof Franz-Josef Bode und dem damaligen Ministerpräsident Christian Wulff sowie anderen Gästen aus Politik und Wirtschaft ein großes Sommerfest statt. Am 26. April 2008 wurde mit rund 250 ehemaligen Kindern gefeiert.
Während man im Jahr 2007 noch davon ausging, dass die Einrichtung im Jahr 1957 entstand, fand man zehn Jahre später auf Basis historischer Quellen heraus, dass die Einrichtung auf fünfzig weitere Jahre des Bestehens schauen kann, sodass die Don Bosco Kath. Jugendhilfe im Sommer 2017 ein großes Jubiläumsfest zum 100-jährigen Bestehen feiern konnte.